# 無敵偵探貴公子
《無敵偵探貴公子》是由原作，若山晴司作畫的日本漫畫。在Magazine SPECIAL上連載。

## 登場人物
日向繭樹（聲：澤城美雪）
信濃晴嵐（聲：諏訪部順一、鹿野優以（幼少期））
三重野初實（聲：植田佳奈）
和泉さなえ（聲：柚木涼香）
丸（聲：堀江由衣）
和泉みのり（聲：井上奈奈）
彌富ヤエ（聲：佐藤聰美）
彌富七郎（聲：寺島拓篤）
古賀樂太（聲：井上麻里奈）
古賀幸太（聲：朴璐美）
戶丸都（聲：大原沙耶香）
豬神隆介（聲：小西克幸）
セイジュ（聲：速水獎）
白蟲（聲：堀江由衣）
水連
信濃紫炎（聲：森久保祥太郎）
葉弧（聲：能登麻美子）
月蔭樹生（聲：榎本溫子）
和泉稻穗（聲：天野由梨）
和泉勘太郎（聲：石川英郎）

## 用語
舊都
東京鐵塔
工場街
聖州院學園
幻夢事件
彩
彩吊師
神智
神眼
エネイ
上野大地溝帶
雙會櫻
豊洲砂丘
澁谷天空城
水道橋縮沒穴
最後的幻夢

## 外部連結
- 少年マガジンOnline 素敵探偵☆ラビリンス （日語）
- あにてれ・素敵探偵ラビリンス （页面存档备份，存于） （日語）
- 音泉 （页面存档备份，存于） （日語）

| 東京電視台 星期三01:30～02:00 | 東京電視台 星期三01:30～02:00 | 東京電視台 星期三01:30～02:00 |
| ----------------------------- | ----------------------------- | ----------------------------- |
|                               | 無敵偵探貴公子                |                               |
| 鐵馬少年                      | -                             |                               |